# Don Gregorio (ópera)
Don Gregorio es una ópera con música de Gaetano Donizetti y libreto en italiano de Jacopo Ferretti. Es una adaptación de su popular ópera bufa de 1824 titulada L'ajo nell'imbarazzo, que había triunfado en el Teatro Valle de Roma. Se estrenó en el Teatro Nuovo de Nápoles el 11 de junio de 1826.

## Historia
Francesco Tortoli estaba interesado en producir L'ajo nell'imbarazzo, que había triunfado en Roma, en el Teatro Nuovo de Nápoles, pero se consideraba que era inadecuada tal como estaba escrita. Donizetti firmó un contrato con Tortoli por 300 ducados para adaptar L'ajo nell'imbarazzo a una nueva ópera, Don Gregorio, y para componer otra ópera más. Para la adaptación de L'ajo nell'imbarazzo, Donizetti revisó los recitativos a diálogo hablado y tradujo el papel de Don Gregorio a dialecto napolitano. Se estrenó en el Teatro Nuovo de Nápoles el 11 de junio de 1826. Ese mismo año se representó también en La Scala.  El 28 de julio de 1846 se representó por vez primera en Londres, pero "parece haber desaparecido de la vista hasta que reapareció en Italia de nuevo en el siglo XX". Se presentó en el Teatro Donizetti de la ciudad natal del compositor, Bérgamo, en 1959, pero una representación escénica exitosa en el Festival de Wexford en 1973 hizo que apareciera en otras cuatro ciudades europeas entre 1975 y 1990. Mientras tanto, una producción para la televisión italiana se retransmitió en 1964,
 pero una nueva grabación viodeográfica se hizo de una representación en vivo en el Teatro Donizetti de noviembre de 2007, la única que aparece en las estadísticas de Operabase para el período 2005-2010.